# Opactwo w Fuldzie
Opactwo w Fuldzie – dawny klasztor benedyktynów w Fuldzie w Niemczech, założony w 744 przez św. Bonifacego, stanowiący w średniowieczu ważne centrum religijne, kulturalne i naukowe. Od 1170 stanowiło centrum samodzielnego księstwa Rzeszy, na którego czele stał opat. Zlikwidowane w 1803. Zachowały się dwa kościoły klasztorne, z których główny, św. Salwatora i św. Sebastiana pełni funkcję katedry w Fuldzie.

## Historia

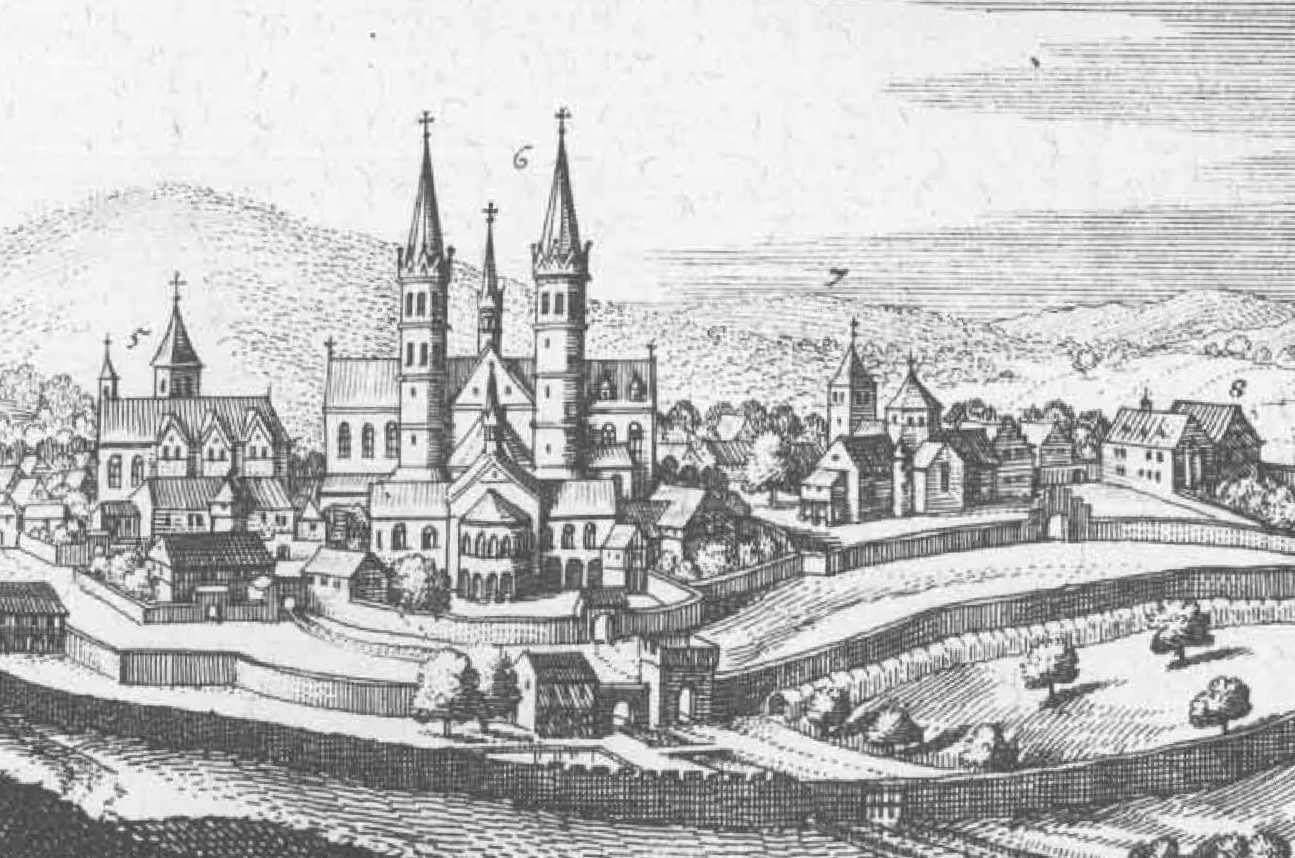
Widok klasztoru od wschodu z 1655; w centrum dawny kościół Świętego Salwatora i św. Sebastiana

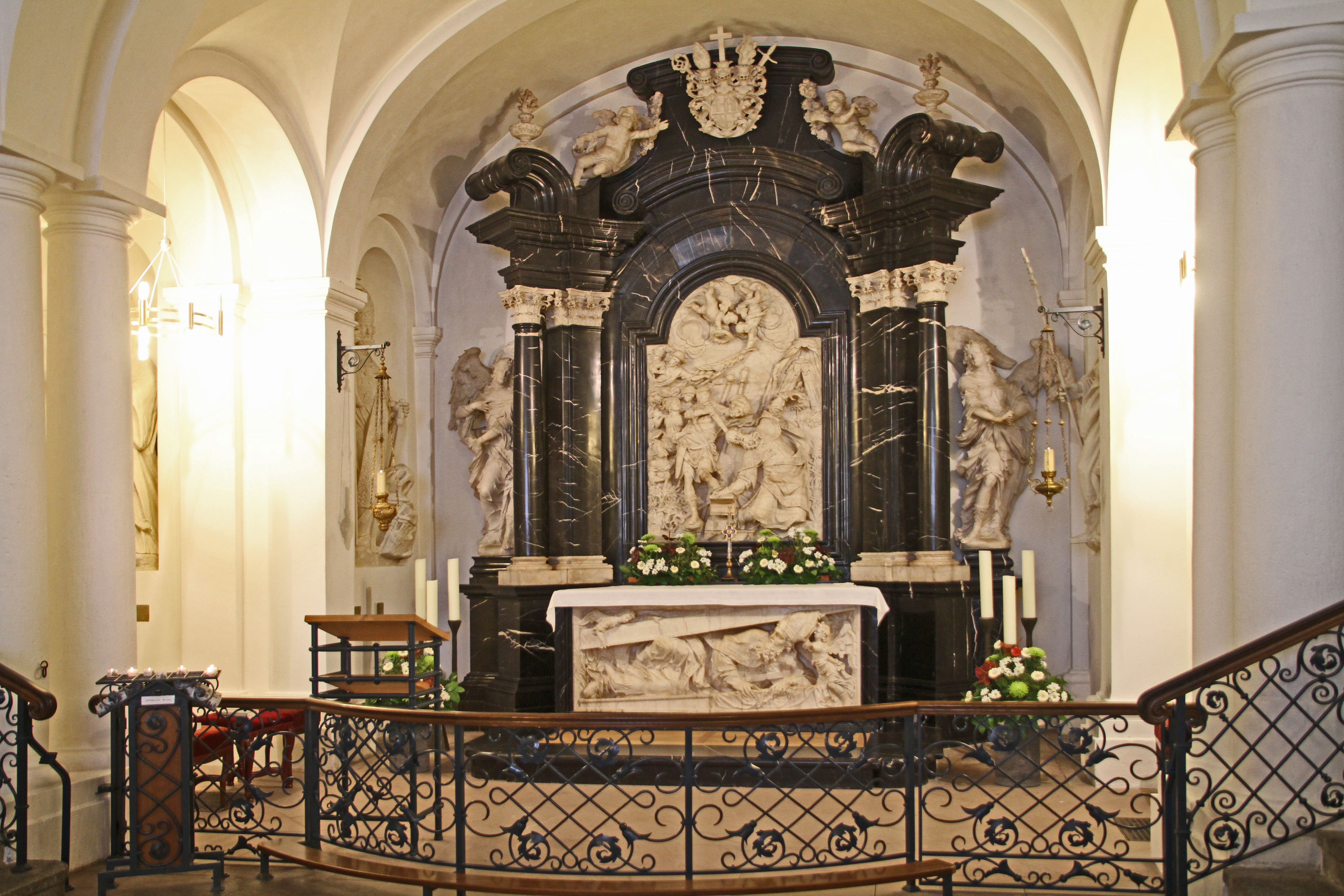
Grób fundatora klasztoru, św. Bonifacego, w krypcie dawnego kościoła klasztornego

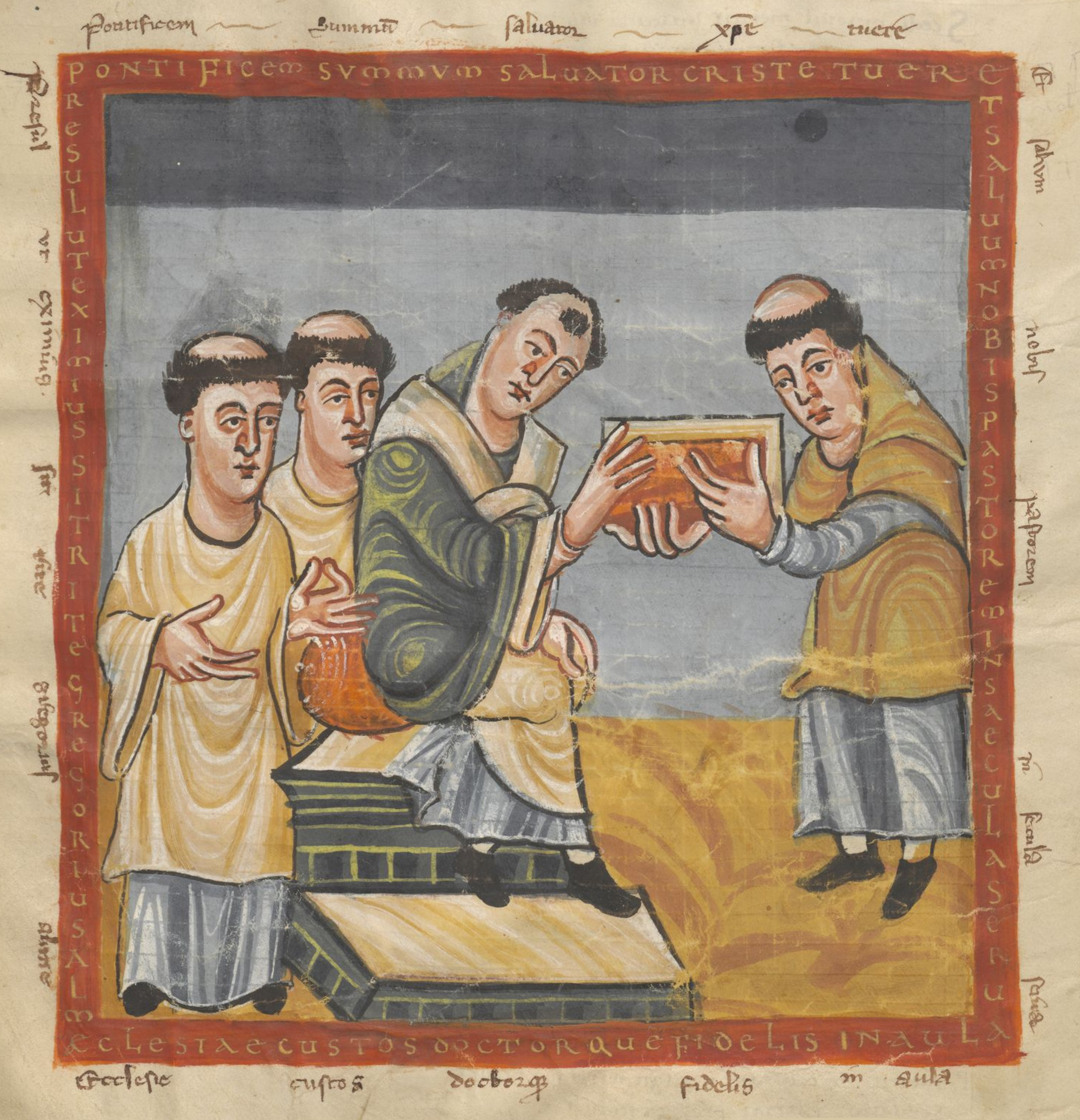
Hraban Maur (po prawej), jeden z najwybitniejszych opatów klasztoru; ilustracja z manuskryptu z IX w.

Klasztor benedyktyński w Fuldzie został założony w 744 z inicjatywy św. Bonifacego. Był głównym klasztorem anglosaskich misji w centralnych Niemczech. Pierwszym przełożonym klasztoru został jego uczeń Sturmiusz, który zbudował tu pierwszy kościół pod wezwaniem św. Salwatora, poświęcony w 751 przez Bonifacego. W tym samym roku klasztor uzyskał od papieża Zachariasza przywilej egzempcji, na mocy którego został bezpośrednio podporządkowany papieżowi. Po męczeńskiej śmierci św. Bonifacego w 754 sprowadzono jego ciało do klasztoru, który dzięki temu stał się ważnym centrum pielgrzymkowym o zasięgu ogólnoniemieckim. Pepin Krótki i Karol Wielki nadali klasztorowi prawo do wolnego wyboru opatów spośród zakonników i zwolnienie z jurysdykcji królewskiej. Liczne przywileje budowały znaczenie gospodarcze opactwa, stał się też domem macierzystym dla dużej liczby mniejszych konwentów benedyktyńskich.
Na początku IX w. przebudowano klasztor. Wzniesiono nowy, potężny kościół klasztorny, wzorowany na ówczesnej bazylice św. Piotra w Rzymie i konsekrowany w 819. Rozmiary nadane mu podczas budowy przez opata Ratgara wzbudziły kontrowersje wśród braci zakonnych, którzy interweniowali u Karola Wielkiego i doprowadzili do złożenia opata z funkcji w 817. Zbudowano także liczne inne budynki kompleksu klasztornego, w tym drugi, mniejszy kościół św. Michała (służący jako kaplica cmentarna).
Klasztor stał się ważnym ośrodkiem kulturalnym. Szkoła klasztorna, zwłaszcza za czasów opata Hrabana Maura, stała się jedną z najważniejszych takich instytucji w Niemczech i przyciągała wielu uczniów. Uczniami Hrabana Maura w tutejszej szkole byli m.in. teolog i poeta Walafrid Strabo oraz pisarz Otfrid z Weissenburga. Tutaj powstawały liczne dzieła religijne, działało ważne skryptorium. W 968 opaci z Fuldy otrzymali prymat nad innymi opatami z Niemiec i Francji, a w 1133 otrzymali prawo do noszenia insygniów władzy biskupiej i odtąd nazywano ich arcyopatami. Z oporami jednak przyjmowano w klasztorze idee reformy monastycznej zapoczątkowanej w Cluny.
Wzrastała także zamożność klasztoru dzięki gościom pielgrzymkowym, obróbce metali szlachetnych i handlowi solą. W IX w. ogromne posiadłości klasztoru znajdowały się w całej Rzeszy, a w klasztorze mieszkało ponad 600 osób.
Opaci i sam klasztor odgrywali dużą rolę polityczną. Między VIII i XIV w. odnotowanych jest 50 pobytów władców Niemiec w klasztorze, z kolei opaci towarzyszyli władcom Rzeszy w wyprawach rzymskich, wspierali ich w sporze o inwestyturę, zyskali też prawo koronacji cesarzowych. W 1170 opaci otrzymali rangę książąt Rzeszy, a klasztor stał się jednym z księstw składających się na nią.
W XI w. obok klasztoru rozwinęło się uzależnione od niego miasto Fulda, którego dobrobytowi sprzyjały związane z klasztorem intensywny ruch pielgrzymkowy i przyjazdy osób zainteresowanych nauką. Z czasem stało się międzynarodowym centrum handlowym.
XIII w. przyniósł pewien upadek klasztoru. Nasilały się konflikty zewnętrzne (z mieszczanami z Fuldy, okoliczną szlachtą, a także sąsiednimi feudałami, w tym landgrafami Hesji, biskupami Würzburga i arcybiskupami Moguncji) i wewnętrzne – między opatem a zakonnikami. Klasztor utracił wiele ze swych dóbr, choć wciąż miał największe posiadłości spośród wszystkich klasztorów niemieckich. Od początku XIV w. opaci rezydowali w znajdującym się poza klasztorem zamku, a zakonnicy walczyli o niezależność od nich i większe kompetencje prepozytów. Z czasem rola opatów w zarządzaniu samym klasztorem została zminimalizowana.
Pod koniec XV w. klasztor musiał zastawić większość ze swoich dóbr. W 1525, podczas wojny chłopskiej, klasztor został splądrowany, a opat uciekł z Fuldy – powrócił do niej dopiero po pokonaniu powstańców przez landgrafa Hesji Filipa. W 1552 klasztor został ponownie zniszczony i pogrążył się w ogromnym kryzysie. W 1570 rozpoczęła się jego odbudowa, a do miasta sprowadzono jezuitów, aby prowadzili szkołę i wspierali kontrreformację; rozpoczęto także zabiegi o uniezależnienie się od biskupów Moguncji i Würzburga.
W 1626 przeprowadzona została kolejna reforma klasztoru, na mocy której oddzielono pochodzących z możnych rodów kanoników kapituły od pozostałych zakonników. W 1632 klasztor zdobyły wojska szwedzkie i trafił w ręce protestanckiego landgrafa Hesji-Kassel Wilhelma V Stałego. W tym okresie z klasztoru wywieziono bezcenną bibliotekę. Po dwóch latach mnisi wrócili, a po zakończeniu wojny trzydziestoletniej rozpoczęli odbudowę gospodarczą. W latach 1702–1714 zbudowano nowy, barokowy kościół klasztorny, zaprojektowany przez Johanna Dientzenhofera. W 1734 z połączenia szkół klasztornych i jezuickich powstał uniwersytet, z inicjatywy opatów także w mieście powstało wiele nowych budowli. W 1744 uroczyście obchodzono tysiąclecie opactwa. W 1752 papież Benedykt XIV podniósł opatów do rangi biskupów, a tutejsza kapituła stała się kapitułą katedralną – granice biskupstwa pokrywały się z granicami dóbr klasztoru.
W 1802/1803 klasztor został zlikwidowany, a jego dobra sekularyzowane. Zlikwidowano uniwersytet. Tereny klasztorne trafiły początkowo w ręce książąt Oranii-Nassau, po zawierusze okresu napoleońskiego przypadły w 1816 Wielkiemu Księstwu Hesji, a w 1866 stały się częścią Królestwa Prus. W 1829 ponownie ustanowiono biskupstwo w Fuldzie. Kościół św. Salwatora nadal pełni funkcje sakralne jako katedra biskupia.